# Serrano-Klasse
Die Serrano-Klasse war eine Klasse von sechs zerstörern der chilenischen Marine. Die Boote wurden 1928/29 in Großbritannien bei Thornycroft fertiggestellt und waren eine verkleinerte Version des Versuchszerstörers Amazon der Royal Navy. Zwischen 1957 und 1966 wurden die sechs Schiffe außer Dienst gestellt.

## Baugeschichte
Die britischen Bauwerften für Kriegsschiffe versuchten in den zwanziger Jahren Schiffe im Ausland zu verkaufen, da die Royal Navy kaum Neubauten bestellte, da sie in vielen Bereichen über eine Vielzahl von Neubauten aus der Kriegszeit verfügte und sich ihre Bautätigkeit zudem durch die Flottenverträge beschränkt hatte. Die britischen Regierungen unterstützten diese Bemühungen zum Teil, um Arbeitsplätze in der Werftindustrie erhalten. Militärische Lieferungen zeigten und erzeugten Verbundenheiten, ohne feste Bündnisse einzugehen. Dazu war der Wettbewerb im zivilen Bereich schwierig, da neben den deutschen auch skandinavische und niederländische Werften gute und innovative Bauten anboten. Als die Royal Navy 1924 erstmals wieder Zerstörer ausschrieb, folgten jedoch nur Aufträge für zwei Prototypen. Erst 1928 erfolgte die erste Bestellung für neue Standardzerstörer der A-Klasse.
Die Bauwerft John I. Thornycroft & Company des Prototyps HMS Amazon versuchte Abwandlungen ihres Entwurfs zu verkaufen. Als 1927 die britische Regierung sich für die Beschaffung der neun Boote der A-Klasse entschied, hatte Thornycroft den Auftrag für sechs der Amazon ähnliche Zerstörer von Chile zu Festpreisen requiriert, deren Kiellegung dann vor den Aufträgen für die Royal Navy erfolgte.
Die chilenischen Boote sollten etwas kleiner als die Amazon werden. Bei einer Länge von 91,4 m über alles, einer Breite von 8,84 m und einem Tiefgang 3,86 m betrug die Standardverdrängung nur 1090 t, maximal 1430 t. Drei Heißdampfkessel der Bauwerft versorgten zwei Parsons-Getriebe-Turbinensätze mit einer Höchstleistung von 24.000 PS, die über zwei Propeller eine Höchstgeschwindigkeit von 35 Knoten ermöglichten. Die Schiffe verfügten über Einrichtungen, um sowohl unter tropischen wie arktischen Bedingungen eingesetzt zu werden.
Die Bewaffnung unterschied sich vom britischen Vorbild durch den Verzicht auf das hinterste Geschütz. Hauptbewaffnung waren so nur drei 4,7 Zoll (12 cm)-Geschütze der Armstrong-Exportversion des britischen Standardzerstörergeschützes. Dazu kamen ein 3 Zoll-Flugabwehrgeschütz und drei Maschinengewehre. Die Torpedobewaffnung der Neubauten bestand aus zwei Drillingssätzen für 21 Zoll (533 mm) Torpedos und zur U-Boot-Abwehr waren zwei Wasserbomben-Werfer vorhanden. Drei der sechs Zerstörer konnten auch als Minenleger eingesetzt werden, die drei anderen Zerstörer besaßen eine Einrichtung zur Minensuche.

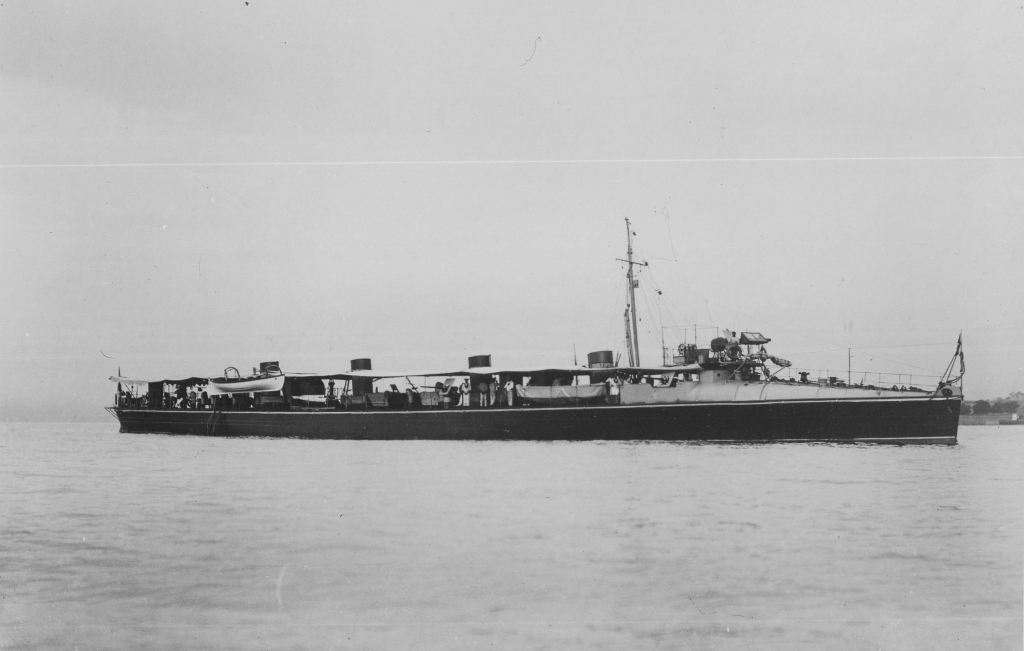
Zerstörer Teniente Serrano

Torpedoboot Ingeniero Hyatt

Thornycroft baute alle sechs Schiffe des Auftrags auf der Werft in Woolston bei Southampton. Im Juni 1927 erfolgte bereits die Kiellegung der beiden ersten Neubauten und im März 1928 des letzten Zerstörers der Klasse. Der Stapellauf der neuen Zerstörer erfolgte zwischen dem 25. Januar 1928 und dem 24. November 1928 unter Beteiligung chilenischer Vertreter in Southampton. Die Schiffe erhielten Namen, die schon zuvor chilenische Torpedoboote getragen hatten. Die neuen Zerstörer wurden bis zum Juli 1929 fertiggestellt. Es wurden immer zwei gleichzeitig bei der Bauwerft übernommen, die anschließend gemeinsam nach Chile überführt wurden.

### Indienststellung und Überführung
Als erste der Neubauten wurden Teniente Serrano und Capitan Orella am 18. Dezember 1929 übernommen und starteten am 3. Januar 1929 in Southampton nach Valparaíso. Die beiden Zerstörer liefen über Portland, Las Palmas, Pernambuco, Montevideo nach Punta Arenas, wo sie am 13. Februar eintrafen. Über Puerto Bueno, Puerto Edén und San Antonio erreichten sie am 22. Februar 1929 Valparaíso.
Am 15. April 1929 wurden Guardiamarina Riquelme und Ingeniero Hyatt übernommen und begannen am folgenden Tag ihre Überführungsfahrt. Auf der letzten Etappe von San Antonio bis nach Valparaiso am 2. Juni befanden sich der chilenische Präsident, der Marineminister und hochrangige Marineangehörige an Bord der neuen Schiffe.
Als letztes Paar wurden Cirujano Videla und Sargento Aldea am 26. Juli 1929 auf der Bauwerft übernommen, die ab dem 9. August über Weymouth, Las Palmas, Santa Cruz de Tenerife, San Vicente de Cabo Verde, Pernambuco, Montevideo, Punta Arenas, Puerto Bueno und Puerto Grappler am 28. September Talcahuano erreichten, wo die Aldea einige Reparaturen durchführte, während Videla über San Antonio bis zum 1. Oktober nach Valparaiso weiterlief; das Schwesterschiff traf am 4. Oktober 1929 als letzter Zerstörer in Valparaíso ein.

## Die Schiffe im chilenischen Dienst
Die Schiffe galten als ausgesprochen gelungen. Allerdings erschienen sie für die Seebedingungen im Süden des Landes für weniger geeignet und zu leicht gebaut. Für den Dienst nah dem Südpolarmeer zog die chilenische Marine die älteren Zerstörer der Almirante-Lynch-Klasse vor.

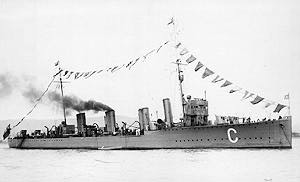
Almirante Condell

Die chilenische Regierung hatte allerdings Probleme, die relativ große Marine zu unterhalten. 1931 kürzte die Regierung die Löhne der Matrosen um 30 %, worauf am 31. August 1931 eine Meuterei in Coquimbo ausbrach, wo die chilenische Marine im Südwinter regelmäßig lange Übungsaufenthalte hatte. Ausgangspunkt war das nach Überholung aus Europa zurückgekehrte Schlachtschiff Almirante Latorre, das sich in der Ausbildung befand und Flaggschiff des Ausbildungsgeschwaders war, dem auch die Almirante Lynch sowie die Zerstörer Serrano und Orella angehörten. Alle vierzehn Einheiten der Chilenischen Marine in Coquimbo schlossen sich der Meuterei an, so auch das Flaggschiff der aktiven Flotte, der Panzerkreuzer O'Higgins und die Zerstörer Hyatt, Videla, Aldea und Riquelme des aktiven Geschwaders. Die auf Seiten der Regierung verbliebene Armee und Luftwaffe bemühten sich, ein Zusammenwirken der in anderen Standorten meuternden Einheiten der Marine mit der Flotte in Coquimbo zu verhindern. Die Luftwaffe griff am 6. September die Flotte in Coquimbo mit 20 Maschinen an, dies wurde aber erfolgreich abgewehrt. Nur ein U-Boot wurde beschädigt, fünf Flugzeuge wurden beschädigt, von denen eins abstürzte. Aber die Zerstörer Hyatt und Riquelme verließen in der folgenden Nacht den Verband und unterstellten sich in Valpareiso wieder der Regierung. Die massiven Reaktionen der regierungstreuen Streitkräfte gegen Coquimbo und insbesondere Talcahuano sowie der Verlust der Geschlossenheit durch den Übertritt der beiden Zerstörer veranlassten die Meuterer zur Aufgabe. Die Flotte lief am 7. September nach Valparaiso und ergab sich den Behörden. In den folgenden Kriegsgerichtsverfahren wurden, neben vielen Freiheitsstrafen, sechs Todesurteile ausgesprochen, aber nicht vollstreckt. Als 1932 kurzzeitig eine „República Socialista de Chile“ bestand, wurden alle Meuterer begnadigt.
Der Dienst der Schiffe verlief ohne Besonderheiten. Da Chile erst ganz zum Ende des Zweiten Weltkriegs Kriegsteilnehmer wurde und Chile, anders als im Ersten Weltkrieg auch kaum als Etappe für überseeische Aktionen des Deutschen Reichs genutzt wurde, gab es nur wenige Aufgaben für die chilenische Marine zum Schutz der Neutralität des Landes.
Nach Ende des Zweiten Weltkriegs wurden die kleinen Zerstörer der Serrano-Klasse nur geringfügig modernisiert. Die Flugabwehrbewaffnung für den Nahbereich wurde noch in den späten 1940er-Jahren durch den Einbau von drei 20 mm-L/70-Oerlikon-Maschinenkanonen verstärkt. Eine grundlegende Modernisierung der Schiffe fand nicht statt. Lediglich Serrano und Orella sollen in den 1950er-Jahren zu U-Boot-Abwehr-Schiffen umgebaut worden sein und entsprechende Sensoren erhalten haben. Zum Umfang einer Bewaffnungsänderung konnten keine Angaben gefunden werden.

### Die Schiffe der Klasse
| Name | Baubeginn  | Stapellauf | Übernahme  | Typ | Dienstzeit                                     |
| --- | ---------- | ---------- | ---------- | --- | ---------------------------------------------- |
| Teniente Serrano | 21.06.1927 | 25.01.1928 | 18.12.1928 | ML  | 22. Februar 1929 in Chile, Dezember 1962 a. D. |
| Capitan Orella | 06.1927    | 8.03.1928  | 18.12.1928 | ML  | 22. Februar 1929 in Chile, Dezember 1962 a. D. |
| Guardiamarina Riquelme | 18.07.1927 | 21.05.1928 | 15.04.1929 | MS  | Juni 1929 in Chile, August 1962 a. D.          |
| Ingeniero Hyatt | 23.09.1927 | 21.07.1928 | 15.04.1929 | ML  | Juni 1929 in Chile, August 1962 a. D.          |
| Cirujano Videla | 25.01.1928 | 16.10.1928 | 26.07.1929 | MS  | Oktober 1929 in Chile, Juni 1957 a. D.         |
| Sargento Aldea | 8.03.1928  | 24.11.1928 | 26.07.1929 | MS  | Oktober 1929 in Chile, Juni 1957 a. D.         |
| Anmerkung: Die Schiffe werden meist nur mit dem Familiennamen im Namen genannt; sie hatten wahrscheinlich aber, wie die meisten chilenischen Schiffe, einen zusammengesetzten Namen aus Dienstgrad/Funktion und Familiennamen des geehrten Helden der chilenischen Marine. Als Kennungen der einzelnen Einheiten wurden die Anfangsbuchstaben der Familiennamen verwandt. |            |            |            |     |                                                |